# ألفرد إدغار ماكلين
ألفرد إدغار ماكلين هو سياسي كندي، ولد في 8 مايو 1868، وتوفي في 28 أكتوبر 1939. نشط حزبياً في الحزب الليبرالي الكندي. وقد انتخب عضو مجلس العموم الكندي.